# (5999) Plescia
(5999) Plescia es un asteroide perteneciente a asteroides que cruzan la órbita de Marte descubierto el 23 de abril de 1987 por Carolyn Shoemaker y por su esposo que también era astrónomo Eugene Shoemaker desde el Observatorio del Monte Palomar, Estados Unidos.

## Designación y nombre
Designado provisionalmente como 1987 HA. Fue nombrado Plescia en homenaje a Jeffrey B. Plescia, científico versátil en el Laboratorio de Propulsión a Reacción que trabaja con igual facilidad en geología, geofísica y ciencia planetaria. Ha sido uno de los principales investigadores de la historia de los satélites de Júpiter, Saturno y Urano. Más recientemente, Plescia llevó a cabo estudios de gravedad de cráteres de impacto terrestre, incluido el Domo de la agitación en Utah, la estructura Manson de Iowa y el monte. Toondina, Kelly West y Teague Ring en Australia.

## Características orbitales
Plescia está situado a una distancia media del Sol de 2,279 ua, pudiendo alejarse hasta 2,976 ua y acercarse hasta 1,583 ua. Su excentricidad es 0,305 y la inclinación orbital 23,17 grados. Emplea 1257,46 días en completar una órbita alrededor del Sol.

## Características físicas
La magnitud absoluta de Plescia es 14,5. Tiene 7,078 km de diámetro y su albedo se estima en 0,067. 